# Küvette

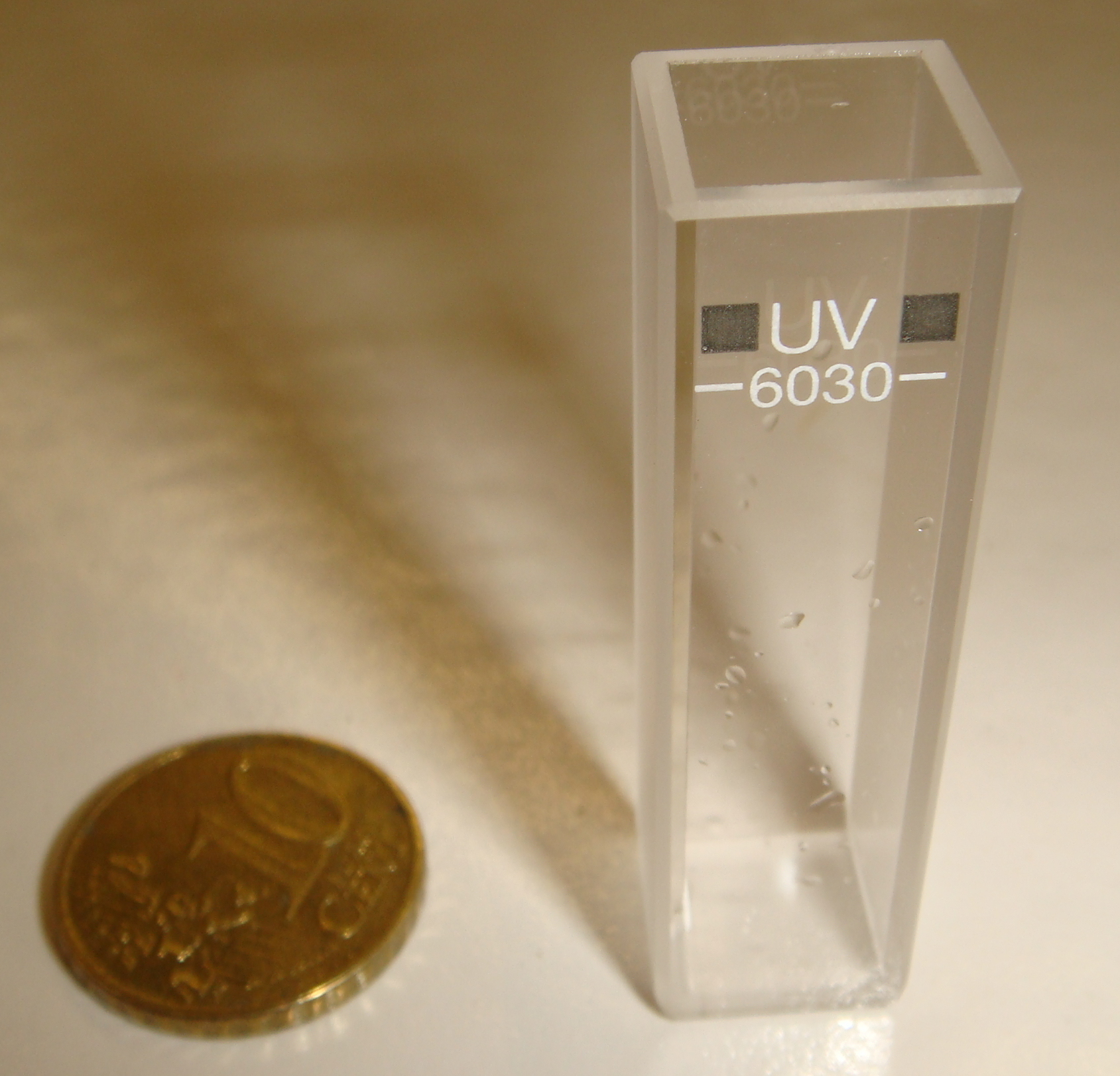
Küvette (mit 10-Cent-Münze zum Größenvergleich).

Eine Küvette (französisch cuvette ‚kleines Gefäß‘) ist ein Gefäß mit planparallelen Seitenflächen, das für optische Untersuchungen (zum Beispiel bei UV/VIS oder anderen spektroskopischen Verfahren, auch als Resonator in Farbstofflasern), meistens an Flüssigkeiten und Lösungen verwendet wird. Küvetten gibt es in unterschiedlicher Qualität, je nach Verwendungszweck. Im Prinzip können Küvetten aus einem beliebigen Material hergestellt werden, das im gewünschten Wellenlängenbereich transparent ist. Üblicherweise bestehen sie aus Glas oder Kunststoff. Für Wellenlängen unter 250 nm werden Küvetten aus Quarzglas benötigt, da normales Glas (abhängig von der genauen Zusammensetzung) bei Wellenlängen unter 250 nm das Licht stark absorbiert. Eine Sonderform der Küvette ist die in der Aquaristik verwendete Fotoküvette.
Die denkbar einfachste Küvette besteht lediglich aus 2 Glasscheiben – ohne Abstandshalter –, ermöglicht Schichtdicken im Mikrometerbereich, ohne Verdünnung und ist für den visuellen Vergleich stark Licht absorbierender Flüssigkeiten wie Blut, Kosmetika oder schweres Heizöl geeignet.

## Einteilung
Küvetten werden eingeteilt nach:

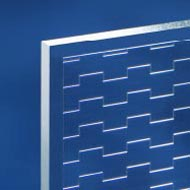
Quarzglas-Wafer mit Mikrokanalstruktur als Vorprodukt für eine Losgröße Nanoliter-Küvetten

- dem Material (je nach gewünschter Transmission und Widerstandsfähigkeit)
- der Schichtdicke (z. B. in Normal- und Mikroküvetten mit und ohne Abstandshalter)
- der Konstruktion (in zerlegbare, kompakte und Einwegküvetten)
- dem Aggregatzustand der Probe (in Flüssigkeits- und Gasküvetten)
- der Probenzufuhr (in Durchflussküvetten und Küvetten für die manuelle Probenzufuhr)
- der Messgenauigkeit (in Routine- und Präzisionsküvetten)

## Küvettentest
Als Küvettentest werden Analyseverfahren bezeichnet, mit denen chemische Parameter von Lösungen fotometrisch gemessen werden. Die Lösung wird dazu mit für den interessierenden Parameter spezifischen Reagenzien zur Reaktion gebracht. Durch diese Reaktion erfolgt eine Änderung der Farbe oder anderer optischer Eigenschaften der Lösung. Diese Änderungen können dann fotometrisch gemessen werden. Sie stehen in direktem Zusammenhang mit der Konzentration des untersuchten Stoffes in der Lösung und ermöglichen daher quantitative Aussagen.
Häufig werden sogenannte Einmalküvetten verwendet, die bereits die notwendigen Reagenzien in der richtigen Menge enthalten. Es wird dann lediglich eine definierte Menge der zu untersuchenden Flüssigkeit (z. B. Trinkwasser) in die Küvette eingefüllt und nach Durchmischung beginnt die Reaktion. Je nach untersuchtem Parameter liegt die Reaktionszeit bei einigen Minuten bis hin zu mehreren Stunden, mitunter ist auch Erhitzen (z. B. beim CSB) oder die Zugabe weiterer Reagenzien im Reaktionsverlauf nötig. Nach Abschluss der Reaktion kann die fotometrische Messung durchgeführt werden. Kommerzielle Anbieter von Küvettentests bieten hierzu Fotometergeräte mit Mikroprozessoren an, welche die gemessene Extinktion sofort in den gesuchten Konzentrationswert umrechnen und digital anzeigen.
Küvettentests werden aufgrund ihrer Schnelligkeit und einfachen Handhabung u. a. in der Wasseranalytik eingesetzt. Beispiele sind umwelttechnische und Lebensmittel verarbeitende Betriebe, wie Kläranlagen, Wasserwerke, Brauereien oder Molkereien. Ein weiteres Gebiet ist der HB-Schnelltest bei Blutspenden.

## Durchflussküvetten
Bei Durchflussküvetten wird die Probe nicht pipettiert und nach der Messung wieder entnommen. Vielmehr wird die Probe über einen Schlauch in die Küvette, durch die Messkammer und wieder aus der Küvette hinaus geführt. Solange die angeschlossene Pumpe läuft, durchströmt die Probe dabei ständig die Küvette, daher der Name Durchflussküvette. Diese werden sehr häufig für Tablet Dissolution Tests eingesetzt. Bei diesen Tablettenauflösungstests wird untersucht, wann sich der Wirkstoff einer Tablette im Zuge der Auflösung im Magen freisetzt.

### Blasenbildung
Luftblasen, die sich während der Messung in der Messkammer befinden, können zu Falschmessungen führen. Dies ist vorwiegend bei Küvetten mit großer Schichtdicke und runder Apertur zu beobachten.

### Durchflussgeschwindigkeit (Durchflussrate)
Die Durchflussgeschwindigkeit hängt ab vom Querschnitt der Zuführungsschläuche, vom kleinsten Querschnitt in der Küvette, von der Leistung der angeschlossenen Pumpe und nicht zuletzt von der Beschaffenheit der Probe selbst (Viskosität).

### Lichtstrahl-Querschnitt
Besonders bei sehr kleinen Aperturen ist darauf zu achten, dass der Lichtstrahl-Querschnitt im Zentrum der Messkammer liegt. Er soll kleiner als die Messkammer sein, damit weder der Boden noch die Seitenwände berührt werden. Wenn ein Lichtstrahl durch die Küvette gesendet wird, dann nimmt seine Intensität nach dem Lambert-Beer-Gesetz {\displaystyle I_{1}=I_{0}\,\mathrm {\exp(} -\varepsilon ^{*}c\,d)} in Abhängigkeit von der Küvettendicke {\displaystyle d} exponentiell ab.

### Messkammer
Der Querschnitt der Messkammer ist bei Durchflussküvetten entweder rechteckig oder rund. Durch die Verwendung von schwarzem Glas bzw. schwarzem Quarzglas im Bereich der Messkammer wird sichergestellt, dass kein Fremd- oder Falschlicht die Messung beeinträchtigt. Der schwarze Rahmen um die Messkammer übernimmt dabei die Funktion einer Blende.

### Reinigung
Durchflussküvetten sollten auch nur im Durchfluss gereinigt werden. Dazu wird der Zulauf der Küvette über eine Pumpe an einen Vorratsbehälter mit speziellen Küvettenreinigungsmedium angeschlossen. Den Schlauch vom Ablauf führt man ebenfalls in den Vorratsbehälter. Von der Reinigung mit Ultraschall muss man abraten, da die Ultraschallwellen die hochpräzisen Fenster zerstören oder sogar die komplette Küvette zum Zerspringen bringen können.